# Vinary (kraj hradecki)
Vinary – gmina w Czechach, w powiecie Hradec Králové, w kraju hradeckim. Według danych z dnia 1 stycznia 2014 liczyła 447 mieszkańców.